# 恰好是少年
《恰好是少年》是由騰訊視頻推出的首檔聚焦原生友情户外真人秀，節目於2021年4月11日播出。本節目通过真实记录三位艺人实现心愿旅途的过程，展开一场原色少年放飞计划，给予三位少年全程自驾，独立规划旅行的机会，在彼此陪伴中享受一个无劇本设定的自主假期。记录了少年们在川西、云南、海南三段路线中自由驰骋的姿态，真实呈现年轻人之间的友谊和所聊所想。。節目藝人陣容包括董子健、刘昊然、王俊凯。

## 固定成员
| 姓名   | 出生日期       | 简介                                 | 備註 |
| ------ | -------------- | ------------------------------------ | ---- |
| 刘昊然 | 1997年10月10日 | 演员，代表作《唐人街探案》           |      |
| 董子健 | 1993年12月19日 | 演员、电影出品人，代表作《乘风破浪》 |      |
| 王俊凱 | 1999年9月21日  | 歌手，演员，代表作《解忧杂货店》     |      |

## 分期内容
| 期數 | 播出日期      | 主題                             | 旅行站點 | 嘉賓         |
| ---- | ------------- | -------------------------------- | -------- | ------------ |
| 1    | 2021年4月11日 | EP01 未來是遺憾 求而不得         | 川西站   |              |
| 2    | 2021年4月18日 | EP02 人生沒有白走的路            | 川西站   |              |
| 3    | 2021年4月25日 | EP03 我們的路 就是不走尋常路     | 雲南站   |              |
| 4    | 2021年5月2日  | EP04 想不明白的問題 就交給成長吧 | 雲南站   | 金大川       |
| 5    | 2021年5月9日  | EP05 最美的風景 值得等待         | 雲南站   | 彭昱暢、尹昉 |
| 6    | 2021年5月16日 | EP06 總有人 正年輕               | 海南站   | 金大川       |
| 7    | 2021年6月6日  | EP07 少年的快樂 就是那麼簡單     | 海南站   | 金大川       |
| 8    | 2021年7月11日 | EP08 朋友一生一起走              | 海南站   | 金大川       |

## 節目歌曲
2021年4月2日，發佈節目主题曲《Forever Young》，原唱朴树，董子健、劉昊然、王俊凯演唱。

## 外部連結
- 騰訊視頻恰好是少年的新浪微博